# Grosne (fiume)
Il fiume Grosne è un fiume lungo 95,6 km nei dipartimenti del Rodano e del Saona e Loira, nella Francia centrale. Le sorgenti si trovano nel territorio comunale di Saint-Bonnet-des-Bruyères. È un affluente di destra della Saona.

## Comuni attraversati
Il fiume attraversa i seguenti comuni, ordinati dalla sorgente alla confluenza nella Saona:
- Rodano: Saint-Bonnet-des-Bruyères
- Saône-et-Loire: Saint-Pierre-le-Vieux, Saint-Léger-sous-la-Bussière, Trambly, Montagny-sur-Grosne, Brandon, Clermain, Mazille, Sainte-Cécile, Jalogny, Cluny, Cortambert, Lournand, Massilly, BrayBray, Taizé, Ameugny, Cormatin, Malay, Savigny-sur-Grosne, Saint-Gengoux-le-National, Sercy, Bresse-sur-Grosne, Santilly, La Chapelle-de-Bragny, Messey-sur-Grosne, Lalheue, Laives, Saint-Ambreuil, Beaumont-sur-Grosne, Saint-Cyr, Varennes-le-Grand, Marnay